# Jadwiga Piotrowska
Jadwiga Piotrowska (ur. 8 października 1903, zm. 21 maja 1994) – polska działaczka społeczna, Sprawiedliwa wśród Narodów Świata.

## Życiorys
Pochodziła z religijnej katolickiej rodziny. Przed wojną i w okresie okupacji niemieckiej pracowała w Wydziale Opieki i Zdrowia Zarządu Miejskiego w Warszawie.
Była jedną z najbliższych współpracowniczek Ireny Sendlerowej. Wraz z rodziną (rodzicami, Ireną i Marianem Ponikiewskimi, siostrą Wandą i córką Hanną) prowadziła pogotowie opiekuńcze dla żydowskich dzieci oraz dorosłych wyprowadzanych z getta, gdzie udzielano im pierwszej pomocy i przygotowywano do życia po stronie „aryjskiej”. Pogotowie mieściło się w domku z ogródkiem przy ul. Lekarskiej 9. Udzielono w nim pomocy ok. 50 żydowskim dzieciom.
W Wydziale Opieki i Zdrowia załatwiała formalności umieszczania żydowskich dzieci jako polskich sierot do świeckich i zakonnych zakładów opiekuńczych na podstawie oficjalnych skierowań podpisywanych następnie przez kierownika Referatu Opieki nad Dzieckiem Jana Dobraczyńskiego. Często osobiście odwoziła małych uciekinierów z getta do zakładów opiekuńczych.
W 1944 wraz z Ireną Sendlerową zakopały w ogródku przy ul. Lekarskiej 9 w butelkach zaszyfrowaną kartotekę Żydów objętych ewidencją Rady Pomocy Żydom („Żegoty”). Materiały zostały wydobyte po zakończeniu działań wojennych.
W październiku 1987 Instytut Jad Waszem nadał Jadwidze Piotrowskiej tytuł Sprawiedliwej wśród Narodów Świata.